# Efferia chapadensis
Efferia chapadensis este o specie de muște din genul Efferia, familia Asilidae. A fost descrisă pentru prima dată de Stanley Willard Bromley în anul 1928. Conform Catalogue of Life specia Efferia chapadensis nu are subspecii cunoscute.